# Gert Steegmans
Gert Steegmans (Hasselt, 30 settembre 1980) è un ex ciclista su strada belga, professionista dal 2003 al 2015 e vincitore di due tappe al Tour de France.

## Carriera
Ciclista con caratteristiche di passista veloce, debutta tra i professionisti nel settembre 2001 come stagista per la Domo-Farm Frites. Il suo passaggio definitivo nel mondo dei pro avviene all'inizio del 2003 con la Lotto-Domo, che dal 2005 prende la denominazione di Davitamon-Lotto. Di rilievo, proprio nel 2005, il successo per lui al Nationale Sluitingsprijs.
Nel 2007 passa alla Quick Step: qui, al fianco di grandi campioni come Paolo Bettini e Tom Boonen, conferma sempre più le sue doti di velocista, ben supportate dal fisico imponente. Proprio nel 2007 vince la seconda tappa del Tour de France, quella con arrivo a Gand. Nell'occasione Steegmans, ultimo corridore del treno della Quick Step per tirare la volata al capitano Tom Boonen, si fa da parte troppo tardi risultando di pochissimo primo davanti al compagno. Alla Grande Boucle si ripete anche l'anno dopo, aggiudicandosi la tappa finale sugli Champs-Élysées.
All'inizio del 2009 lascia la Quick Step e passa al Team Katusha, neonata squadra russa. Nel 2010 è invece alla RadioShack, il team di Lance Armstrong: apre la stagione con un secondo posto nella seconda frazione del Tour Down Under, battuto solo da André Greipel, che risulterà poi vincitore della corsa. Al termine dell'anno decide di tornare alla Quick Step, e nel 2011 fa sua la Nokere Koerse. Nel 2015 si trasferisce alla Trek Factory Racing; nello stesso anno annuncia il ritiro dalle corse per via dei troppi infortuni.

## Palmarès
- 1998

Campionati belgi, Prova a cronometro Juniores
- 2001

Brussel-Opwijk
Bruxelles-Zepperen
Omloop Het Volk Under-23
- 2002

Campionati belgi, Prova a cronometro Under 23
3ª tappa Tour de la Province de Namur (Jemelle > Jemelle)
5ª tappa Tour de la Province de Namur (Doische > Doische, a cronometro)
Zesbergenprijs
Pittem-Sint-Godelieve
- 2005

1ª tappa Giro di Piccardia (Montdidier > Fère-en-Tardenois)
Nationale Sluitingsprijs
- 2006

3ª tappa Volta ao Algarve (Castro Marim > Faro)
4ª tappa Volta ao Algarve (Lagoa > Portimão)
3ª tappa Quattro Giorni di Dunkerque (Fontaine-au-Pire > Hénin-Beaumont)
2ª tappa Tour de Picardie (Nesle > Marle)
5ª tappa Giro del Belgio (Huy > Putte)
- 2007

1ª tappa Volta ao Algarve (Albufeira > Faro)
3ª tappa Driedaagse De Panne - Koksijde (La Panne > La Panne)
4ª tappa Quattro Giorni di Dunkerque (Arras > Arras)
2ª tappa Tour de France (Dunkerque > Gent)
Tour de Rijke
2ª tappa Circuito Franco-Belga (Maubeuge > Templeuve)
4ª tappa Circuito Franco-Belga (Cuesmes > Tournai)
Classifica generale Circuito Franco-Belga
- 2008

Trofeo Calvia
1ª tappa Parigi-Nizza (Amilly > Nevers)
2ª tappa Parigi-Nizza (Nevers > Belleville)
2ª tappa Quattro Giorni di Dunkerque (Hénin-Beaumont > Le Cateau-Cambrésis)
Batavus Pro Race
Bruxelles-Ingooigem
21ª tappa Tour de France (Étampes > Parigi)
Memorial Rik Van Steenbergen
- 2009

Trofeo Mallorca
2ª tappa Vuelta a Andalucía (Vegas del Genil > Córdoba)
- 2011

Nokere Koerse

### Altri successi
- 2006

Classifica a punti Volta ao Algarve
- 2007

Criterium di Peer
Criterium di Marquette-lez-Lille
Antwerpen na-tour Dernyspektakel
1ª tappa Tour of Qatar (cronometro a squadre)
- 2008

Profonde Van Fryslân-Leeuwarden
Profonde van Almelo
Criterium di Wolvertem
Profonde van Zevenbergen

## Piazzamenti

### Grandi Giri
- Giro d'Italia

2003: fuori tempo (18ª tappa)
2004: 131º
2013: non partito (14ª tappa)
- Tour de France

2006: 137º
2007: 138º
2008: 111º
2011: ritirato (13ª tappa)
2013: 153º
- Vuelta a España

2005: 104º
2012: 110º

### Classiche monumento
- Milano-Sanremo

2008: ritirato
- Giro delle Fiandre

2005: ritirato
2006: 53º
2007: 81º
2008: 61º
2011: 32º
2012: ritirato
2013: ritirato
- Parigi-Roubaix

2004: ritirato
2006: 61º
2007: ritirato
2011: ritirato
2012: 85º
2013: 55º
2015: ritirato